# Stato epilettico
Lo stato epilettico, anche definito status epilepticus (SE), corrisponde ad una crisi epilettica, unica o ripetuta, che persiste per un tempo sufficiente a produrre un danno neurologico. È considerata un'emergenza medica, in particolare se il trattamento farmacologico è ritardato.
Colpisce generalmente soggetti con sottostanti lesioni cerebrali (trauma, ictus, neoplasie) o nel contesto di encefalopatie tossico-metabolico o infezioni del sistema nervoso centrale (encefaliti, meningiti). Spesso si verifica in pazienti con una diagnosi di epilessia generalizzata o focale idiopatica.
Viene suddiviso in convulsivo e non-convulsivo:
- stato epilettico convulsivo: può manifestarsi con crisi tonico-cloniche bilaterali e perdita di coscienza (generalized convulsive status epilepticus, GCSE), o con forme focali, miocloniche o toniche, generalmente senza perdita di coscienza. È storicamente definito come una crisi che persiste oltre 30 minuti[2]. Tuttavia, considerata la gravità dei sintomi in caso di crisi generalizzata (GCSE), tale da richiedere l'inizio dei trattamenti già dopo pochi minuti dall'esordio, tale definizione si è rivelata non applicabile al contesto clinico. Ad oggi, una definizione comunemente accettata, definisce lo SE convulsivo come una singola crisi che dura per più di 5 minuti, o due o più crisi che si verificano senza recupero delle condizioni cliniche di base fra di esse.[3]
- stato non convulsivo (nonconvulsive status epilepticus, NCSE): consiste in uno stato epilettico senza prominenti sintomi motori, ed è definito dal riscontro elettroencefalografico di elementi epilettiformi[4] persistenti per oltre 10 minuti consecutivi o più di 30 minuti totali nell'arco di 1 ora di registrazione[5][6]. Generalmente il paziente presenta alterazione dello stato di coscienza, variabile da gradi lievi fino al coma, talvolta con minimi tic oculari/peribuccali, o deviazione di capo e sguardo.